# Vichtis kyrka
Vichtis kyrka, eller Gustavskyrkan (finska: Vihdin kirkko, eller Kustaankirkko), är huvudkyrka i Vichtis församling i Esbo stift i Finland. Den byggdes 1772 i tegel av Anders Piimänen och ligger i Vichtis kyrkby i Nyland på berget Hartanmäki. Blixten har antänt kyrkan två gånger och bägge gångerna har kyrkan återuppbyggts. 
Kyrkan har 500–600 sittplatser. Före Gustavskyrkan samlades församlingsmedlemmarna i Den heliga Birgittas medeltida kyrka i Vichtis.

## Historik
Vichtis kapell avskildes i början av 1400-talet från Lojo kyrksocken. Vichtis nämns första gången 1433. Mellan åren 1490 och 1507 blev Vichtis en egen kyrksocken.

### Kyrkobyggnad
Vichtis kyrka är en tegelbyggt korskyrka med klocktorn. Kyrkans byggmästare var Åbobon Anders Piimänen och kyrkan invigdes den 29 september 1772. När kyrkan var byggd, rymdes omkring en tredjedel av dåvarande församlingsmedlemmar i den.
Beslutet att bygga en ny kyrka togs den 17 december 1760. Byggandet av Vichtis kyrka började tio år senare, efter det att man hade tillverkat tillräckligt med tegel för kyrkan. Ursprungliga ritningar över kyrkan har inte bevarats, men kyrkans yttre form är fortfarande densamma som på 1700-talet, trots att kyrkan har brunnit två gånger. Endastn sakristian i den andra korsflygeln har ändrats till en liten kyrka för svenskspråkiga gudstjänster, vilka hölls där fram till 1926. Orgeln med 13 orgelstämmor färdigställdes 1798, samtidigt med altartavlan som föreställde Jesus i Getsemane.

#### Den första branden
Blixten slog till kyrkans torn och antände kyrkan den 22 juli 1818. Nästan hela kyrkan brann ner och endast en stor ljuskrona räddades från interiören.

### Ombyggnad efter Charles Bassi

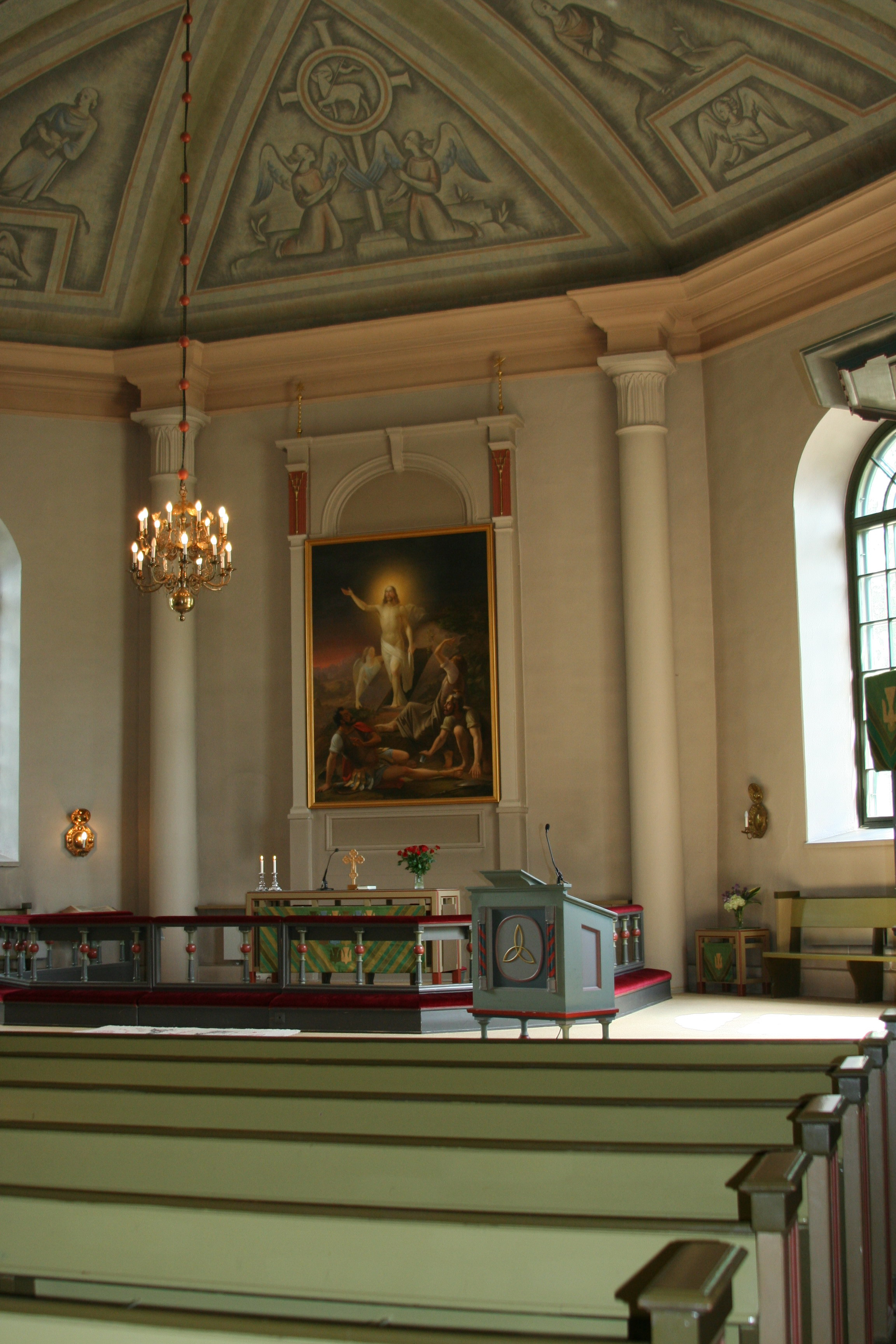
Altartavlan och altaren

Vichtis kyrka ombyggdes enligt ritningar från arkitekt Charles Bassi. Kyrkan återinvigdes i slutet av 1822. Bassi lade till nya fönster, men i övrigt behölls kyrkans form. Den nya orgeln färdigställdes 1835. Altartavlan målades av B. O. Godenhejm 1845. Godenhejlm bodde i S:t Petersburg och tavlan anlände till Vichtis ett år senare. Kyrkans altare var inte färdigt och det var inte säkert vem som skulle betala ramstrukturen för altartavlan. Därför lagrades altartavlan, som föreställer Kristi himmelsfärd, i Vichtis prästgård.

#### Den andra branden
Blixten slog till kyrkan i augusti 1846 och hela kyrkan brann ner för andra gången. Endast ett fåtal lösa föremålar räddades, samt den stora ljuskronan också räddades vid den tidigare eldsvådan. Altartavlan räddades också, eftersom den fortfarande hade förvarats i prästgården.

### Den andra ombyggnaden

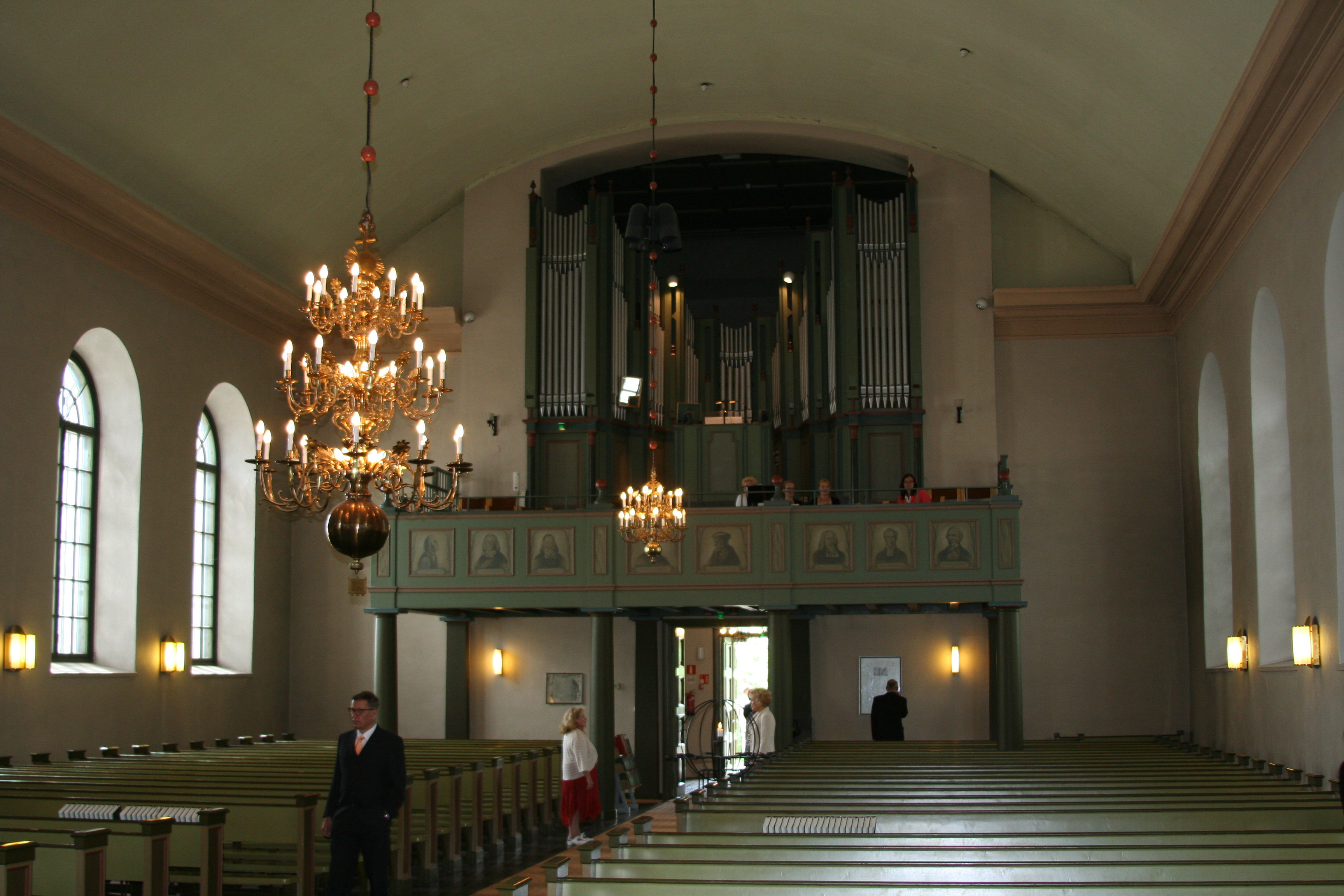
Huvudorgeln

En liten träkyrka uppfördes temporärt bredvid Gustavskyrkans ruin. Församlingen använde Bassis ritningar, men kyrkan fick ändå några nygotiska inslag vid fönster och på klocktornet. Kyrkan återinvigdes i oktober 1848. Vichtis kyrka fick senare också en ny orgel med 16 orgelstämmor 1864.

### Senare reparationer
Vichtis kyrka reparerades grundligt 1928–1929, varvid den ändrades till långhuskyrkan med borttagande av läktarna. Väggar murades mellan korsvingar och kyrkorummet. Den svenskspråkiga kyrkan i korsvingen togs bort och ändrades till en konfirmationssal. Sakristian flyttades till korsvingen under kyrkomuseet. Nygotiska inslag togs bort från kyrktornet och målningar föreställande apostlar målades i korets valv. Vichtis kyrka fick en ny huvudorgel med 27 orgelstämmor. Kyrkan invigdes i mars 1929. 
År 1990 fick Vichtis kyrka en ny kororgel med 16 orgelstämmor, samt ett nytt brandalarmssystem.